# مرادکورو (بیات)
مرادکورو (به ترکی استانبولی: Muratkoru) یک منطقهٔ مسکونی در ترکیه است که در بیات (افیون قره‌حصار) واقع شده‌است.